# Zvrst videoigre
Zvrsti so način kategoriziranja videoiger po zvrsteh oz. žanrih, analogno z drugimi vrstami pripovedništva - književnostjo, filmom idr. Od njih se videoigre razlikujejo po ključni značilnosti, namreč interaktivnosti, torej občinstvo aktivno sodeluje v dogajanju in z lastnimi dejanji soustvarja zgodbo. Zaradi tega je primarni način razvrščanja videoiger po načinu igralčeve interakcije z igrinimi elementi, okolje, v katerem se dogajajo, oz. vzdušje pa je sekundarnega pomena. Poleg okolja, ki je najbližje žanrom drugih vrst pripovedništva (znanstvena fantastika, vestern, horor ipd.), sta za uporabniško izkušnjo pomembna še platforma, ki z značilnostmi uporabniškega vmesnika vpliva na interakcijo, in (ne)linearnost dogajanja. Kombinacija teh štirih značilnosti definira igro.

## Seznam zvrsti
Obstaja več shem za klasifikacijo iger po zvrsteh, saj je študija videoiger še mlada in neenotna veda, v industriji pa je uveljavljena razdelitev na naslednje glavne zvrsti:
1. Simulacije: njihov cilj je čim bolj verno simuliranje aktivnosti iz »resničnega življenja«, sem sodijo športne, avtomobilske in letalske simulacije, pa tudi poslovne simulacije, pri katerih igralčeve poslovne odločitve oblikujejo sistem (npr. mesto, bolnišnica ali športno moštvo). Po mnenju nekaterih je vsaka igra na nek način simulacija, razlike med njimi so le v tem, do kakšne mere je »resnična« aktivnost poenostavljena na račun zabavnosti. Z besedo simulacija v praksi označujemo predvsem igre, ki so bile ustvarjene z namenom simuliranja.
2. Strateške igre: poudarek je na upravljanju s sredstvi za dosego določenega cilja in izkoriščanju informacij o nasprotnikih. Strategije delimo na realnočasovne in potezne, ki se razlikujejo v dinamiki, skupen pa jim je pogled s ptičje perspektive na igralno polje. Potezne strateške igre so približek namiznih strategij.
3. Akcijske igre: poudarek je na fizičnem izzivu, te igre preskušajo igralčeve reflekse in koordinacijo, saj mora igralec za uspešno izvedbo akcije pravočasno pritisniti določeno zaporedje gumbov in/ali s kurzorjem naciljati objekt v igri. Pomemben element je igralčev lik ali avatar, akcijske videoigre ločimo po pogledu na prvoosebne strelske igre, pri katerih igralec spremlja dogajanje skozi avatarjeve oči, in tretjeosebne.
4. Igre igranja vlog: njihova glavna značilnost je upravljanje z igralčevim likom (ali več liki), ki z napredovanjem pridobivajo nove lastnosti, kar jim omogoča reševanje nadaljnjih izzivov. Zvrst je močno povezana s fantazijsko književnostjo in namiznim igranjem vlog, vendar je poudarek bolj na lastnostih likov kot na njihovi vlogi v igrinem svetu ter pripovedovanju zgodb.

Te tradicionalne zvrsti se intenzivno razvijajo in prepletajo, saj kompleksne igre, ki jih omogoča sodobna računalniška tehnologija, pogosto mešajo elemente dveh ali več zvrsti. Elementi igranja vlog se na primer pojavljajo v posameznih naslovih vseh drugih zvrsti, od simulacij do strategij.
Nekatere druge, manj formalno definirane zvrsti so:
1. Kratkočasne (casual) igre: intuitivne, manj zahtevne igre, ki ne zahtevajo dolgoročnejše pozornosti.[4]
2. Miselne igre: poudarek je na reševanju ugank, prepoznavanju vzorcev ipd., namesto fizične aktivnosti.
3. Izobraževalne igre: izkoriščajo pozornost, ki jo pritegne aktivnost igranja, za posredovanje izobraževalnih vsebin.[5]